# UKM F.C.
UKM FC(Universiti Kebangsaan Malaysia Football Club)는 말레이시아 슬랑오르주 셀랑고르 방이를 연고 로 하는 축구 클럽이다 .